# حمله مغول به آسیای مرکزی
حمله مغول به آسیای مرکزی پس از اتحاد قبایل مغول و ترک در فلات مغولستان در سال ۱۲۰۶ میلادی رخ داد و تا سقوط حکومت خوارزمشاهیان در سال ۱۲۲۱ میلادی ادامه یافت.

## سیبری (۱۲۰۷ تا ۱۲۹۷ میلادی)
غلبه بر مردمان جنگلی سیبری در ۱۲۰۷ میلادی توسط بزرگ‌ترین پسر چنگیز، جوچی به انجام رسید. بیش تر قبایل با مقاومت اندکی تسلیم شدند، به استثنای ینی‌سئی قرقیز، که در ۱۲۰۴ میلادی یک نیروی سرکوبگر خارجی را شکست داده بود، و به این صورت چندین سال طول کشید تا مغلوب شود. تووا در ۱۲۰۷ میلادی تسخیر شد.